# Подвійне скупчення в Персеї

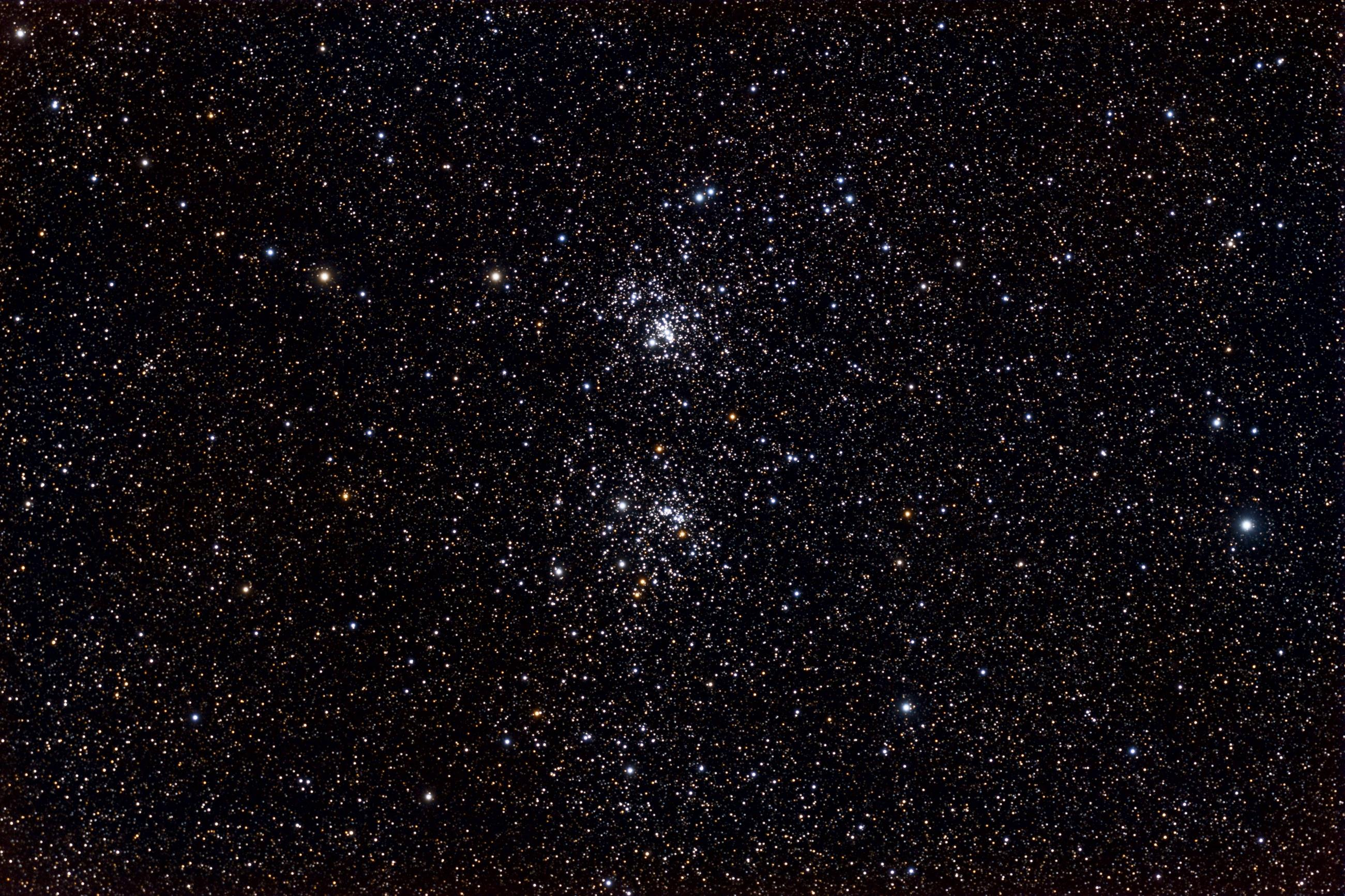
Подвійне скупчення: NGC 869 (вгорі) і NGC 884 (внизу)

Подвійне скупчення (також відоме як Колдвелл 14) складається з розсіяних скупчень NGC 869 і NGC 884 (часто позначаються h Персея і χ (хі) Персея, відповідно), які знаходяться близько одне до одного в сузір'ї Персея. Обидва скупчення видно неозброєним оком, вони лежать на відстані близько 7500 світлових років у рукаві Персея галактики Чумацький Шлях.

## Склад
NGC 869 має масу 4700 сонячних мас, а NGC 884 — 3700 сонячних мас. Обидва скупчення оточені дуже великим зоряним гало із загальною масою всього комплексу щонайменше 20 000 сонячних мас. Вони утворюють ядро асоціації молодих гарячих зір Персей OB1.
Судячи з окремих зір, скупчення відносно молоді, обидва віком по 14 мільйонів років. Для порівняння, вік Плеяд оцінюють від 75 до 150 мільйонів років.
У кожному зі скупчень міститься понад 300 синьо-білих супергігантів. Скупчення мають синій зсув: NGC 869 наближається до Землі зі швидкістю 39 км/с, а NGC 884 — зі швидкістю 38 км/с. Їхні найгарячіші зорі головної послідовності мають спектральний тип B0. NGC 884 включає п'ять добре помітних червоних надгігантів, усі вони змінні та із зоряною величиною близько 8-ї: RS Персея, AD Персея, FZ Персея, V403 Персея і V439 Персея.

## Історія

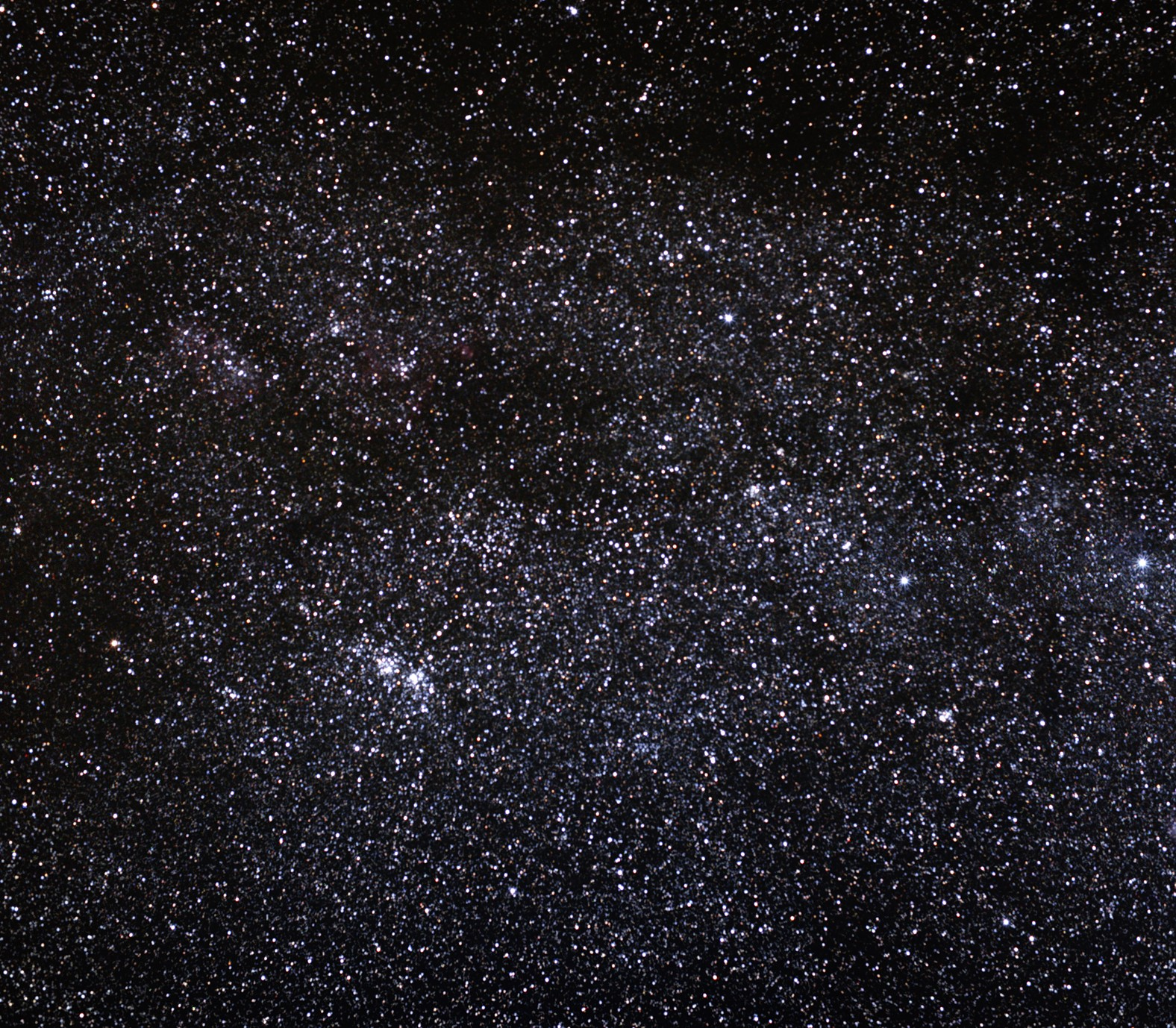
Подвійне скупчення в Персеї (внизу ліворуч від центру, ширококутний вид)

Грецький астроном Гіппарх зареєстрував цей об'єкт (світла ділянка в Персеї) ще в 130 р. до н. е. Для арабів-бедуїнів скупчення позначало хвіст меншої з двох риб, які вони вбачали на цій ділянці, і це, зокрема, відбилось на ілюстраціях у «Книзі нерухомих зір» Абд аль-Рахмана ас-Суфі. Однак справжня природа подвійного скупчення була відкрита лише через багато століть після винайдення телескопа. На початку XIX сторіччя Вільям Гершель першим визначив об'єкт як два окремих зоряні скупчення. Подвійне скупчення не входить до каталогу Мессьє, але входить до каталогу Колдвелла популярних об'єктів глибокого космосу.
Скупчення були позначені h Персея і χ Персея Йоганном Баєром в його «Уранометрії» (1603). Іноді стверджують, що Баєр не розділив пару на дві окремі туманності, і що χ відноситься до Подвійного скупчення, а h до сусідньої зорі. Карта Баєра в «Уранометрії» для Персея не показує їх як туманні об'єкти, але його карта для Кассіопеї показує, і вони описані як «подвійна туманність» (лат. Nebulosa Duplex) в Атласі Юліуса Шиллера, який був укладений за допомогою Баєра.

## Розташування

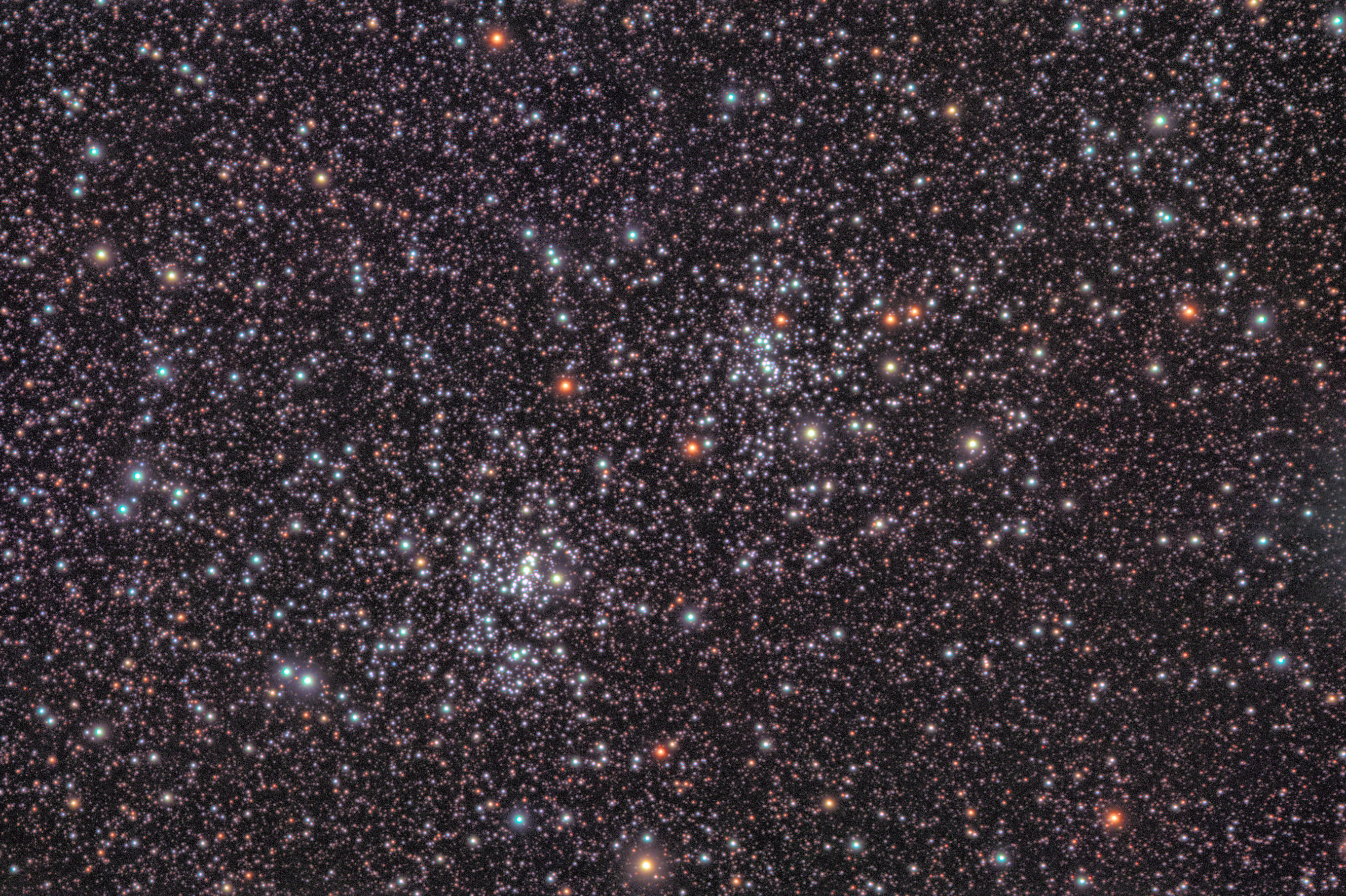
Подвійне скупчення в Персеї, зняте у видимому світлі.

Подвійне скупчення безперервно перебуває над горизонтом для більшості північних помірних широт. Воно знаходиться неподалік від сузір'я Кассіопеї. Це північне розташування робить цей об'єкт невидимим з місць на південь від приблизно 30º південної широти, — з таких місць, як Нова Зеландія, більша частина Австралії та Південна Африка. Подвійне скупчення приблизно збігається з радіантом метеорного потоку Персеїд, пік якого щорічно настає близько 12 чи 13 серпня. Хоча подвійне скупчення легко знайти на північному небі, для його спостереження як двох окремих скупчень потрібна допомога оптичних приладів. Його описують як «вражаюче» та «захоплююче» видовище, і часто згадують як зручний об'єкт у посібниках для астрономів-спостерігачів.

## Міфологія
Персей — відомий герой грецької міфології, син грецького бога Зевса, який переміг Медузу, а потім за допомогою її голови врятував принцесу Андромеду. Боги вшанували пам'ять Персея, помістивши його серед зір, з головою Медузи в одній руці та прикрашеним дорогоцінними каменями мечем в іншій. Подвійний кластер є прикрашеною дорогоцінними каменями ручкою його меча.